# Introduction à la psychanalyse
Introduction à la psychanalyse (Vorlesungen zur Einführung in die Psychoanalyse) est un ouvrage qui reproduit des cours donnés par Freud à l'université de Vienne de 1915 à 1917, « devant un auditoire composé de médecins et de profanes des deux sexes ». Il est publié en trois parties, puis en un seul volume en 1916-1917. Les Conférences d'introduction à la psychanalyse sont destinées à exposer de manière accessible aux non-spécialistes certains principes et objets constitutifs de la psychanalyse, tels ceux d'inconscient, de libido, de rêve, d'actes manqués et de névrose.
Ouvrage populaire dès sa publication, il sera traduit en seize langues du vivant de Freud
.

## Histoire desConférences d'introduction à la psychanalyse

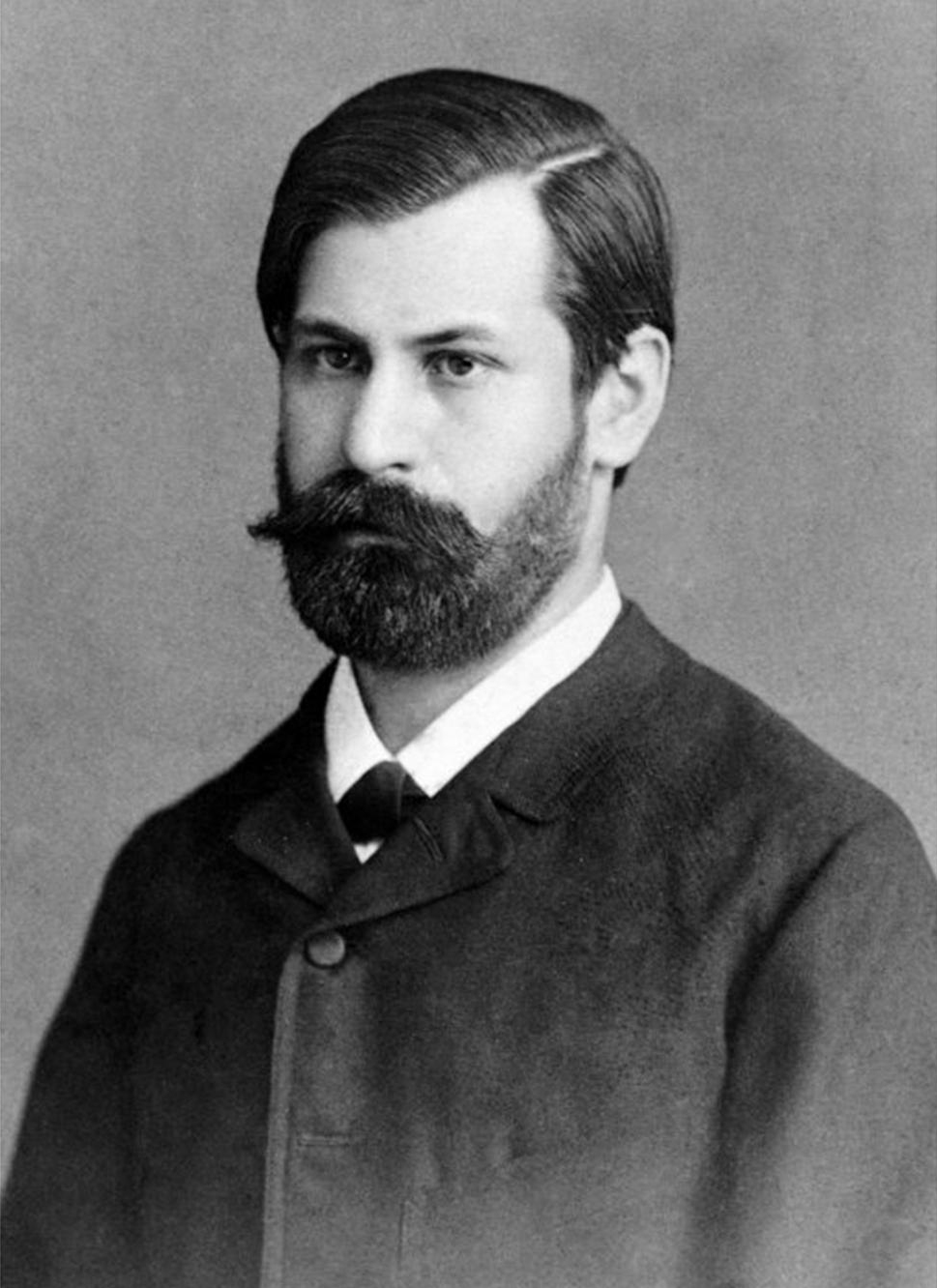
Freud en 1885. Nommé Privatdozent, il enseigne à la Faculté de médecine de l'Université de Vienne.

De 1882 à 1885, Freud donne des conférences privées à l'Hôpital de Vienne, où il travaille comme Aspirant puis comme Secundärarzt (interne) . Nommé en juillet 1885 Privatdozent (chargé de cours) en neuropathologie et promu en mars 1902 Professor extraordinarius (Professeur associé), il enseigne à la Faculté de médecine de l'Université de Vienne « bravement pendant 32 ans » (comme il l'écrira) jusqu'en 1917 (lettre à Oskar Pfister du 9 juin 1924). Hanns Sachs a assisté à ses cours en 1904, et Lou Andreas-Salomé y est invitée durant le semestre 1912-1913.
C'est dans un amphithéâtre de la Clinique psychiatrique de l'Hôpital général que commence, le 23 octobre 1915, la série des leçons. Le cours a lieu le samedi soir pendant le semestre d'hiver 1915-1916. Les auditeurs, une soixantaine, deviendront une centaine. Freud, qui parle sans notes, « décide pour la première fois de transcrire les leçons » en projetant de les éditer. Le 9 novembre, il fait part de leur publication prochaine à Lou Andreas-Salomé.

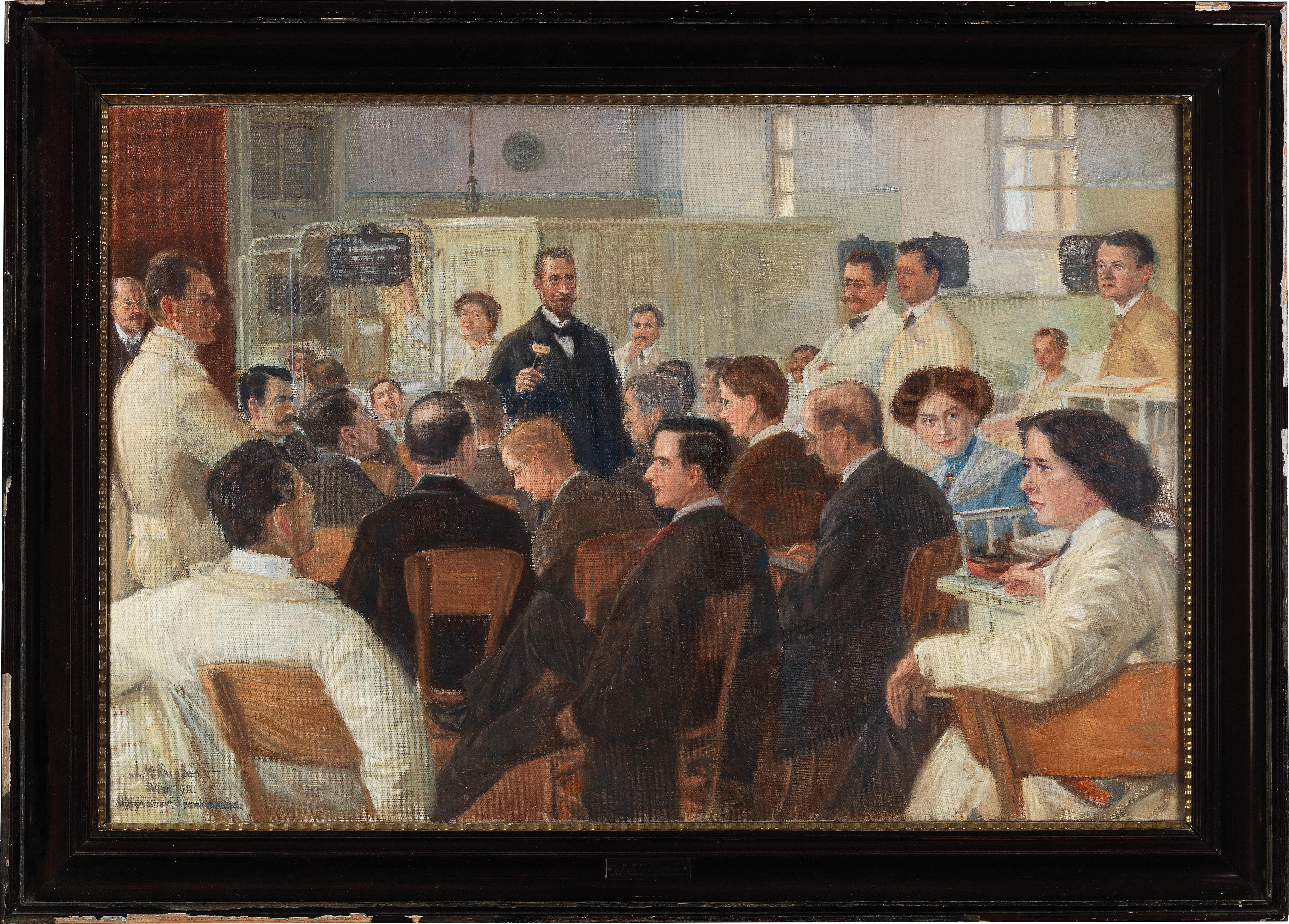
Une conférence de médecins à l'Hôpital général de Vienne, Allgemeines Krankenhaus (J.M. Kupfer, 1911).

La première partie des leçons, « Les opérations manquées »(Die Fehlleistungen), paraît au début de juillet 1916 chez l'éditeur Hugo Heller. Dans une lettre du 14 juillet 1916 à Lou Andreas-Salomé, Freud avait qualifié ces leçons « d' “élémentaires”, de matière “un peu brute, destinée à la masse” ». La deuxième partie, « Le rêve » (Der Traum), paraîtra à la mi-décembre de l'année 1916. Durant l'été 1916, Freud prépare, en rédigeant cette fois le texte préalablement, ses leçons du second semestre sur la « Doctrine générale des névroses »  (Allgemeine Neurosenlehre). Le cycle de conférences se termine le 17 mars 1917, et la dernière partie paraît chez Heller début juin 1917. Les trois parties réunies paraissent la même année en un seul volume.
Les Leçons d'introduction à la psychanalyse sont les dernières que Freud prononcera à l'Université. La  Nouvelle suite des leçons d'introduction à la psychanalyse (OCF.P, XIX), écrites en 1932, ne serons pas lues devant un auditoire. Elles prolongeront toutefois, par leur numérotation, les vingt-huit premières leçons de 1916-1917.

### Éditions
(D'après la notice des OCF.P) 
Première publication :
- 1916 : Première partie : Die Fehlleistungen, Leipzig et Vienne, Heller.
- 1916 : Deuxième partie : Der Traum, Heller.
- 1917 : Troisième partie : Allgemeine Neurosenlehre, Heller.

Éditions allemandes :

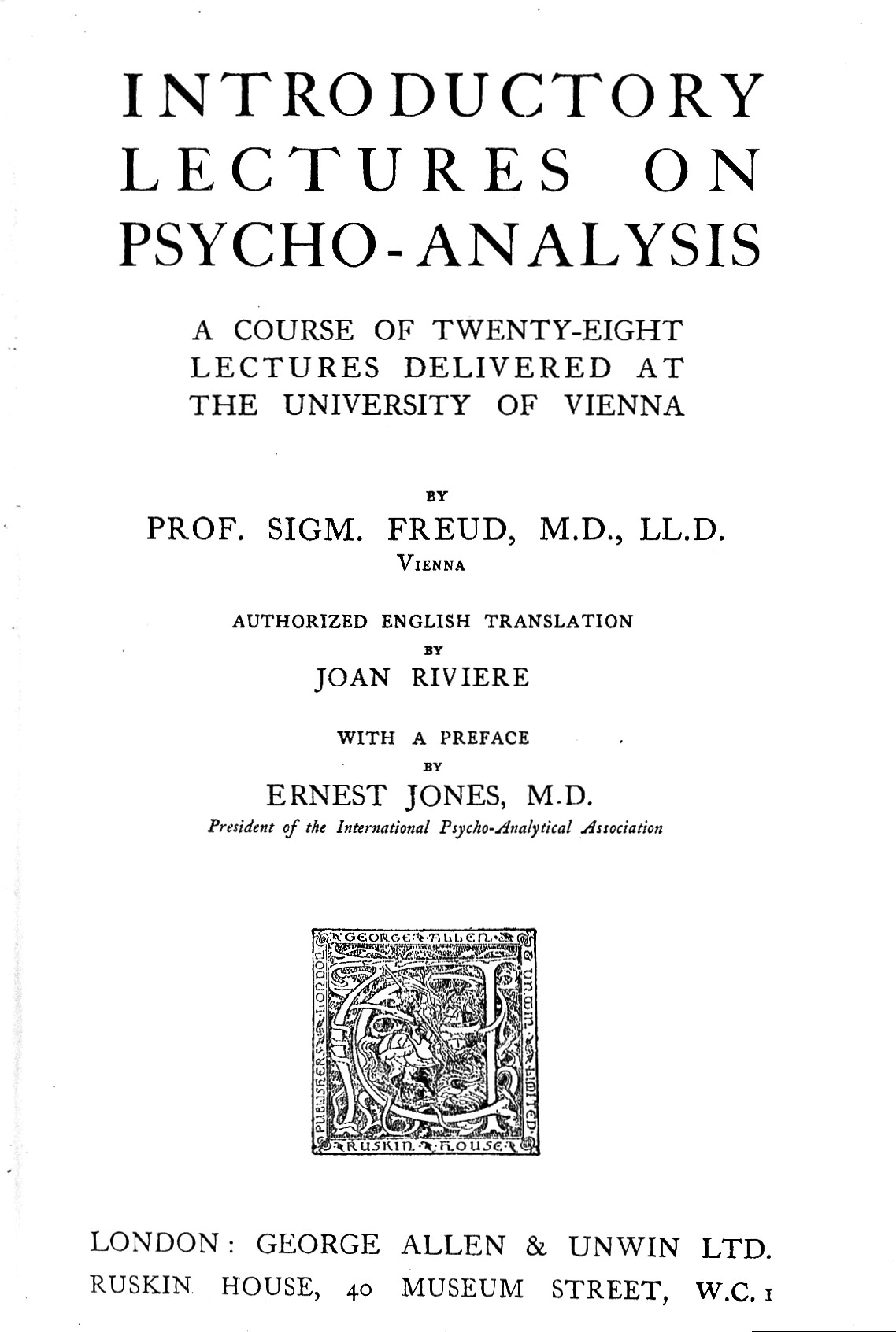
Sigmund Freud, Introductory lectures on psycho-analysis, London, 1922.

- 1917 : Les trois parties en un volume, Heller, 545 p.
- 1918 : 2e éd. avec un index et des corrigenda, 553 p.
- 1920 : 3e éd., Leipzig, Wien und Zürich, Internationaler Psychoanalytischer Verlag, 553 p.
- 1922 : 4e éd., corrigée, Internationaler Psychoanalytischer Verlag, 554 p.
- 1924 : Gesammelte Schriften, t. VII, 483 p..
- 1940 : Gesammelte Werke, t. XI, 495 p.
- 1969 : Studienausgabe, t. I. p. 37-445.

Traduction anglaise :
- 1963 : Standard Edition, t. XV et XVI, Introductory Lectures on Psycho-Analysis.

Traductions françaises :
- 1922 : Introduction à la psychanalyse, traduit par S. Jankélévitch, Paris, Payot, 496 p.
- 1961 et 1988 : même traduction, Paris, Petite Bibliothèque Payot, 444 p.
- 1999 : Conférences d'introduction à la psychanalyse, traduit par Fernand Cambon, avec une préface de Jean-Bertrand Pontalis, « L'éveilleur et le prisonnier », Paris, Gallimard, XIV-633 p.
- 2000 : Leçons d'introduction à la psychanalyse  (trad. de l'allemand par Janine Altounian, Pierre Cotet, Jean Laplanche, François Robert), Paris, PUF, coll. « OCF.P vol.  XIV : 1915-1917 », 2000, 516 p. (ISBN 2 13 050944 4)

## Présentation
Leçons d'introduction à la psychanalyse comprend une introduction qui tient lieu de présentation générale de la psychanalyse et est organisé en trois ensembles de conférences :
- Les quatre premières traitent des actes manqués
- Les onze suivantes concernent le rêve
- Les treize dernières exposent une « Théorie générale des névroses »

### La première leçon: «Introduction»
L'introduction à la première partie de l'ouvrage est l'occasion d'une présentation générale à un public — essentiellement des médecins — que Freud considère comme néophyte. Ainsi Freud y insiste-t-il sur les différences entre la psychanalyse et la médecine et soulève les difficultés inhérentes à la psychanalyse.
La première de ces difficultés est épistémologique et liée à « l'enseignement même de la psychanalyse » : la médecine est du domaine du visible, utilisant l'expérimentation et la dissection, ou encore, en psychiatrie, la présentation de malades. Tandis que la psychanalyse  « ne comporte qu’un échange de paroles entre l’analysé et le médecin » qui n'est pas du domaine du « palpable ». Freud remarque pourtant l'importance du langage dans la vie des êtres humains : « Les mots provoquent des émotions et constituent pour les hommes le moyen général de s’influencer réciproquement » que ce soit dans une relation affective ou hiérarchique. Mais il souligne que même à cet échange de parole, il n'est pas possible d'assister, car il repose sur un rapport particulier vis-à-vis de l'analyste et sur « ce qu’il y à de plus intime dans la vie psychique ». Dès lors, Freud propose comme moyen d'accès préalable à la psychanalyse d'observer son corps et sa personnalité, le mieux étant évidemment de commencer une analyse avec un « psychanalyste compétent ».
Une seconde difficulté que soulève Freud, tient à la formation médicale reçue par son auditoire : c’est de concevoir les troubles sous forme de causes anatomiques, physiologiques et organiques tandis que la psychanalyse est étrangère à ses causalités, étant du domaine purement  psychologique. Freud prend ainsi soin de se distinguer de la philosophie spéculative, de la psychologie descriptive et de la psychologie expérimentale et même de la psychiatrie, incapables d'« offrir le moyen de comprendre un trouble psychique quelconque ».
La troisième difficulté réside dans le fait que les processus psychiques sont principalement inconscients, à rebours de l'idée communément admise avant lui qui identifie le psychique et le conscient, Freud affirme que le psychique « se compose de processus faisant partie des domaines du sentiment, de la pensée et de la volonté [...] il y a une pensée inconsciente et une volonté inconsciente ». Il n'est pas sans noter qu'en cela elle « s’aliène d’avance la sympathie de tous les amis d’une froide science et s’attire le soupçon de n’être qu’une science ésotérique et fantastique qui voudrait bâtir dans les ténèbres et pêcher dans l’eau trouble ».
La quatrième et dernière difficulté tient au fait de l'importance de la sexualité pour le psychisme et l'humain : « des impulsions qu'on peut qualifier seulement de sexuelles, au sens restreint ou large du mot, jouent, en tant que causes déterminantes des maladies nerveuses et psychiques, un rôle extraordinairement important et qui n'a pas été jusqu'à présent estimé à sa valeur. Plus que cela : elle affirme que ces mêmes émotions sexuelles prennent une part non négligeable aux créations de l'esprit humain dans les domaines de la culture, de l'art et de la vie sociale ». Selon Freud, il s'agit là également d'une cause des résistances vis-à-vis de la psychanalyse et notamment parce que la vie en société exige le refoulement et la sublimation des pulsions sexuelles et que la psychanalyse vient ainsi heurter des principes éducatifs et des sentiments moraux par ses découvertes.

## «Les actes manqués» (première partie)
Cette première partie, intitulée « Les actes manqués » et constituée de quatre leçons, reprend sous une forme synthétique les thèses exposées dans Psychopathologie de la vie quotidienne.
Ce qui compte avec le lapsus, c'est la question du sens du symptôme ; et avec le sens se dégagent aussi les deux grands mobiles de la vie psychique : le lubrique et l'hostile. La théorie du conflit psychique est esquissée, Freud écrit : « Les actes manqués sont des actes psychiques résultant de l'interférence de deux intentions ».

## «Le rêve» (deuxième partie)

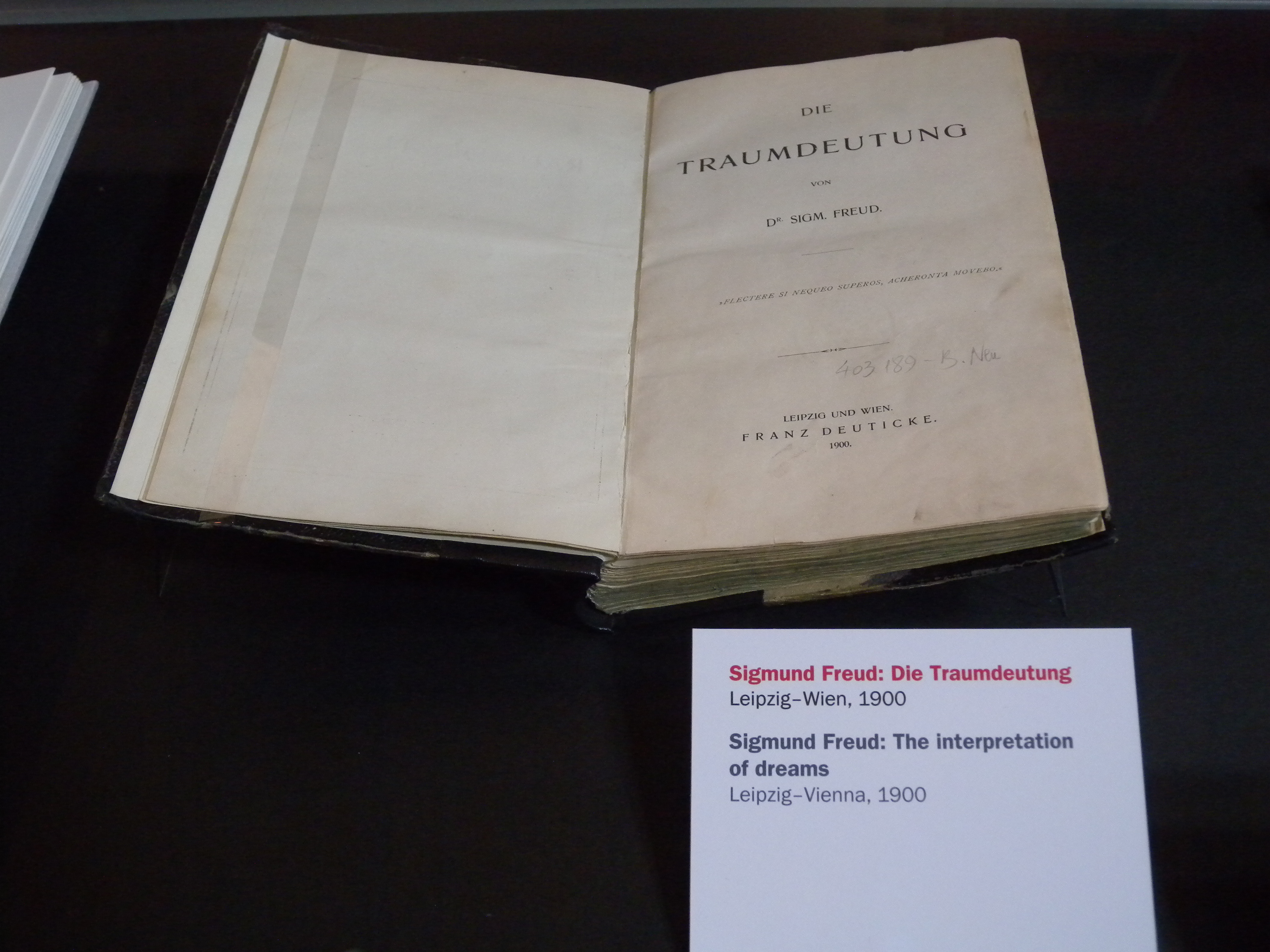
Comme dans L'Interprétation du rêve (1900), Freud revient sur la méthode scientifique de la psychanalyse pour interpréter un rêve.

La présentation abrégée de Freud en 1901 Sur le rêve était déjà destinée au grand public, mais dans l'Introduction à la psychanalyse, son exposé est beaucoup plus détaillé : selon Sophie de Mijolla-Mellor, il « s'attache à relever et discuter les objections possibles », ainsi qu'il l'avait fait dans L'Interprétation du rêve (1900) . Il revient sur la pluralité des interprétations en même temps que sur la complexité du processus interprétatif qu'il compare « recherches tortueuses des douaniers pour trouver des objets de contrebande ». Seuls, l'exercice et l'expérience permettent d'accéder à un certain degré de compréhensibilité actuel du rêve, là où, dit-il, « le public profane, même à tendances scientifiques, se complaît à opposer un scepticisme dédaigneux aux difficultés et incertitudes d'une contribution scientifique ».

## «Théorie générale des névroses» (troisième partie)

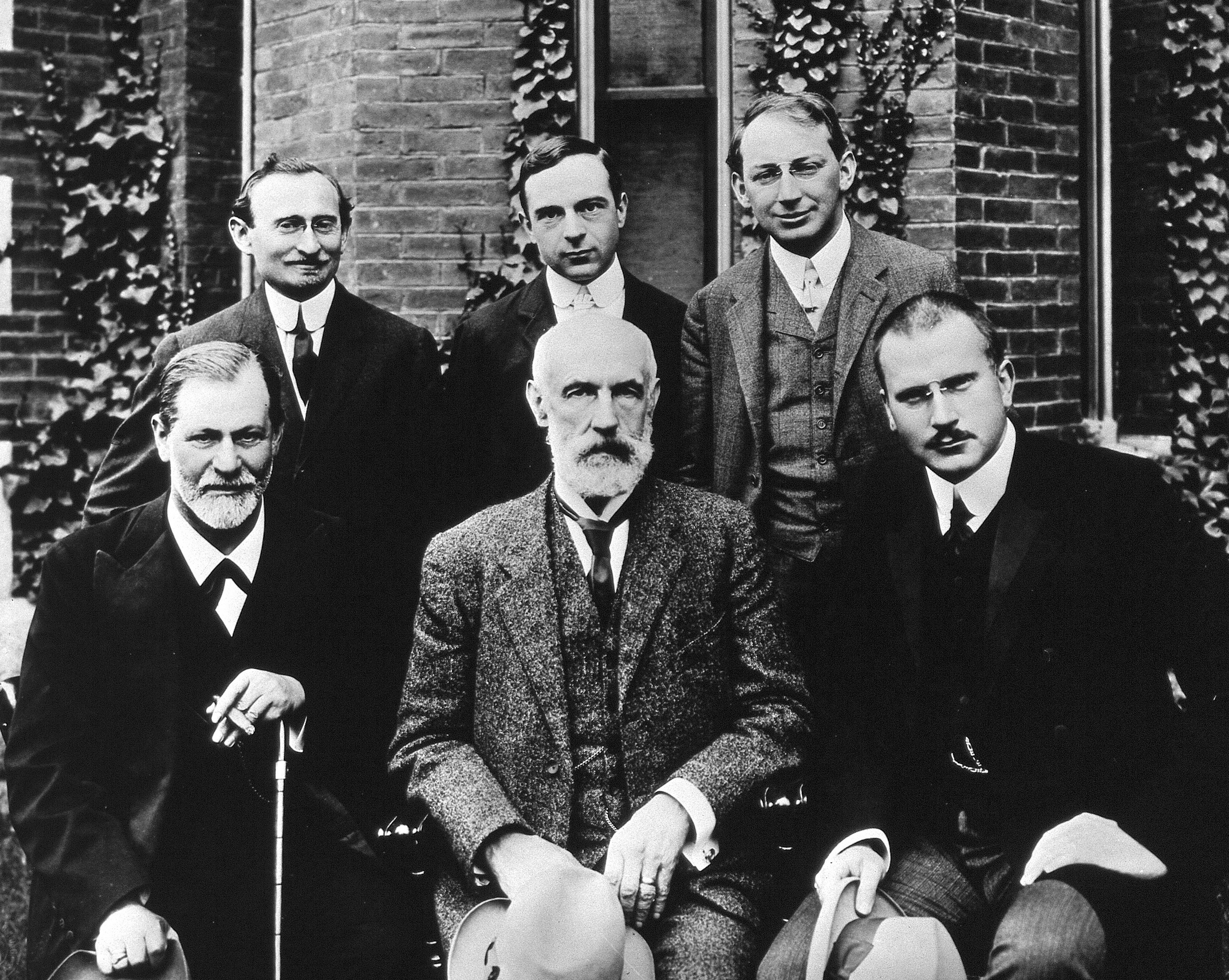
En 1917, les Leçons d'introduction à la psychanalyse sont les dernières que Freud prononcera à l'Université. En 1909, il avait donné une première série de conférences à l'université Clark des États-Unis ; au premier plan en 1909 : Sigmund Freud, G. Stanley Hall, Carl Jung; au deuxième plan : Abraham A. Brill, Ernest Jones, Sándor Ferenczi.

Les sujets traités dans cette troisième partie très synthétique s'avèrent de grande ampleur : ils vont de l'Inconscient au développement de la libido, à la formation des symptômes ainsi qu'ils sont pris en charge dans le traitement analytique. Élisabeth Roudinesco et Michel Plon observent un changement de ton par rapport à la première série de cours au sujet de phénomènes de la vie quotidienne. Il s'agit maintenant d'exposer scientifiquement la conception psychanalytique des névroses de telle sorte que le public à l'écoute s'imprègne de sa logique et de sa dynamique, jusqu'au moment où celles-ci « l'emporteront sur la conception “populaire ou psychologique” qui occupe spontanément les esprits ».
Sophie de Mijolla-Mellor parle quant à elle de « différence de niveau » avec le début : Freud expose la divergence de son point de vue sur la libido d'avec Carl Gustav Jung et à partir de la « libido du Moi », il aborde la question du traitement des « névroses narcissiques ». Sur le plan nosographique, il réunit la paranoïa et la démence précoce sous la même désignation de paraphrénie. Il en vient finalement à la question du transfert et définit le travail de guérison en ces termes : « En partant du transfert, créer de nouvelles éditions des anciens conflits, de façon à ce que le malade s'y comporte comme il s'était comporté dans ces derniers, mais en mettant cette fois en œuvre toutes ses forces psychiques disponibles pour aboutir à une solution différente ».
Selon Sophie de Mijolla-Mellor, Freud expérimente avec ces conférences devant un public « les difficultés et paradoxes d'un enseignement universitaire sur la psychanalyse » concernant la scientificité de la psychanalyse.

### Ouvrages de référence
- Sigmund Freud, Leçons d'introduction à la psychanalyse, Paris, PUF, 2000

1. ↑  p. 7-78.
2. ↑  p.79-247.
3. ↑  p.249-480.

- Sigmund Freud, Introduction à la psychanalyse, Paris, Payot, 1921

1. ↑  « On vous a habitués à assigner aux fonctions de l’organisme et à leurs troubles des causes anatomiques, à les expliquer en vous plaçant du point de vue de la chimie et de la physique, à les concevoir du point de vue biologique, mais jamais votre intérêt n’a été orienté vers la vie psychique dans laquelle culmine cependant le fonctionnement de notre organisme si admirablement compliqué. C’est pourquoi vous êtes restés étrangers à la manière de penser psychologique et c’est pourquoi aussi vous avez pris l’habitude de considérer celle-ci avec méfiance, de lui refuser tout caractère scientifique et de l’abandonner aux profanes, poètes, philosophes de la nature et mystiques. » p. 30

1. ↑  p.9
2. 1 2 3  p. 27
3. 1 2  p. 28
4. ↑  p. 31
5. 1 2  p. 32
6. ↑  p. 33

### Autres références
1. ↑  Roudinesco et Plon 2011, p. 273.
2. 1 2 3 4  Notice OCF.P XIV 2000, p. VIII.
3. 1 2 3 4 5 6  Notice OCF.P XIV 2000, p. IX.
4. ↑  Roudinesco et Plon 2011, p. 277.
5. 1 2 3 4 5 6 7  Mijolla-Mellor 2005, p. 884.
6. 1 2  Roudinesco et Plon 2011, p. 278.
7. ↑  Mijolla-Mellor 2005, p. 885.